# Sale (Tanzania)
Sale è una circoscrizione rurale (rural ward) della Tanzania situata nel distretto di Ngorongoro, regione di Arusha. Conta una popolazione di 4 384 abitanti (censimento 2012).